# Schlaming
Schlaming ist ein Ort im Pongauer Salzachtal, Land Salzburg, wie auch Ortschaft und Katastralgemeinde der Gemeinde Pfarrwerfen im Bezirk Sankt Johann (Pongau).

## Geographie
Schlaming befindet sich etwa 14 km nördlich von St. Johann im Pongau nordöstlich vom Dorf Pfarrwerfen und östlich oberhalb Werfen Markt. Die Streusiedlung liegt im Bischofshofen-St.-Johanner Becken, am Fuß des Tennengebirges rechts der Salzach. Sie erstreckt sich auf Höhen zwischen 528 m an der Salzach und 1025 m ü. A. über etwa 5 km vom Zetzenbergkogel (740 m ü. A.) bei der Festung Hohenwerfen bis an den Rettenbach, der zwischen Werfen und Pfarrwerfen in die Salzach mündet. Die Ortslage umfasst etwa 50 Gebäude mit gut 150 Einwohnern.
Zum Ortschaftsgebiet, das den Großteil der Katastralgemeinde Dorfwerfen ausmacht, gehört auch das gesamte nördliche Pfarrwerfener Gemeindegebiet bis hinein ins Hochplateau des Tennengebirgs an die Gemeindegrenze von der Streitmandlscharte bis zur Ofenrinne beim Hochtörl schon über dem Pass Lueg. Dort liegen die Edelweißerhütte und das Leopold-Happisch-Haus.
| Wimm (O Wimm oder Scharten (?), Gem. Werfen) | Obergäu ∗ (O, Gem. Golling a.d.S., Bez. Hallein /Tennengau) | Scheffau (O, Gem. Scheffau a.Tg., Bez. Hallein /Tennengau) |
| Werfen (O, Gem. Werfen)                      | Kompassrose, die auf Nachbargemeinden zeigt                 | Weng (O) Lampersbach (O) (beide Gem. Werfenweng)           |
| Grießl Imlau (O) (beide Gem. Werfen)         | Maier (O)                                                   | Lehen (O)                                                  |

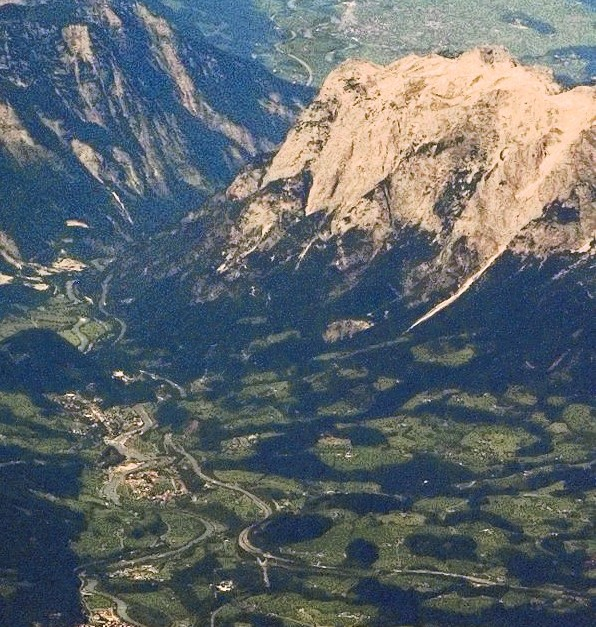
Blick ins Salzachtal nach Norden, mit Pfarrwerfen und Werfen. Schlaming rechte Mitte

∗ Obergäu grenzt nur in einem Punkt an, in der Ofenrinne beim Hochtörl
(?) Zuordnung unklar

## Geschichte und Infrastruktur
Das Gut Schlaming bey Werfen gehört zu den Urhöfen des Pongaues und ist schon 1333 urkundlich. Er gehörte als Eigengut zu Pfarrwerfen.
In den 1870ern entstand an der Salzach die Kaiserin-Elisabeth-Bahn (Salzburg-Tiroler-Bahn) mit Bahnhof.
In den 1970ern wurde parallel zur Eisenbahn die Tauernautobahn erbaut, die Tunnel im  Baulos Werfen (km 34,2–42,3) wurde 1974–1976 erstellt,  und die Strecke am 25. Oktober 1977 eröffnet.
Hier befindet sich das Südportal des Zetzenbergtunnel durch den Zetzenbergkogel, und eine Anschlussstelle beim Bahnhof.

### Bahnhof Werfen
An der Salzach liegt der Bahnhof Werfen der Salzburg-Tiroler-Bahn (Westbahn), der Ort Werfen direkt auf der anderen Salzachseite ist über eine Brücke erreichbar.
Die Linie S3 der S-Bahn Salzburg hält hier, vereinzelt auch REX-Kurse der ÖBB, die in den Salzburger Verkehrsverbund (SVV) eingebunden sind.

### Anschlussstelle Werfen

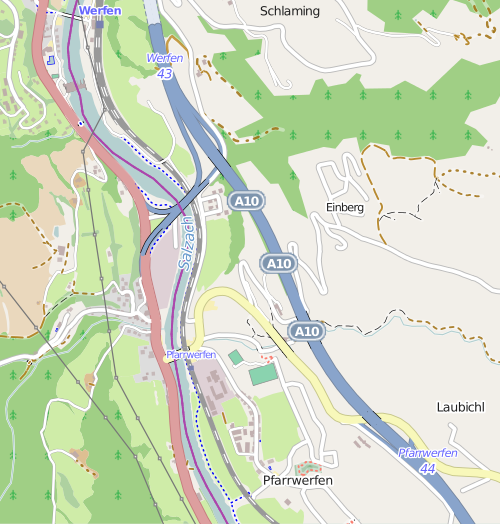
Anschlusslage Werfen/Pfarrwerfen (blau); Ort Werfen rechts oben

Die Anschlussstelle Werfen (Exit 43) der A 10 Tauern Autobahn mündet über einen Zubringer über die Salzach direkt in die B 159 Salzachtal Straße (km 38,6–39,0) zwischen Werfen und Pfarrwerfen bei Grießl.
Sie ist nur ein Halbanschluss (von und nach Salzburg), die andere Autobahnrichtung ist bei Pfarrwerfen (Exit 44) angebunden (bei Grießl auf der Werfenwenger Straße L229 angebunden).

### Sehenswürdigkeiten und Naturschutz

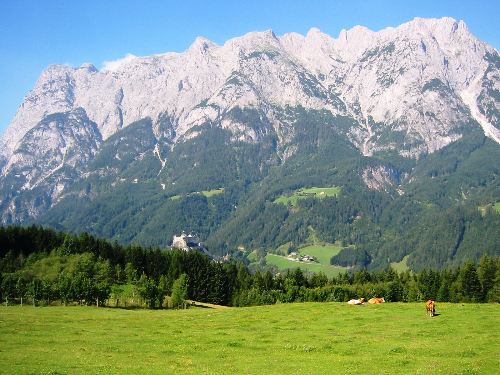
Die nördlicheren Lagen von Schlaming (Zaismann, Fallstein, Schröckenberg) hinter Hohenwerfen

Die Eisriesenwelt ist die größte bekannte Eishöhle weltweit. Man erreicht sie von Werfen über die Eishöhlenstraße über den Gasthof Schröckenberg und dann weiter zur Eisriesenwelt-Rasthütte (KG Wimm), ab wo man auch mit der Seilbahn zum Eingang der Höhle gelangt.
Die ganzen hochgelegenen Teile des Tennengebirgs gehören zum Naturschutzgebiet Tennengebirge, alle weiteren Gebiete  oberhalb der Autobahn sind im Landschaftsschutzgebiet Tennengebirge mitausgewiesen, das eine Art Pufferzone darstellt.
Über Schlaming führt der Nordalpenweg (WW01/E4) und Via Alpina (Violetter Weg Etappe A35) von St. Martin am Tennengebirge die Südflanke entlang über den Wengerwinkl nach Werfen. Über Schlaming führen auch die Wege zur Eisriesenwelt und für die Tennengebirgsüberschreitung, und leicht nach Lampersbach.